# 696
696(육백구십육)은 695보다 크고 697보다 작은 자연수다.

## 수학
- 합성수로, 그 약수는 총 16개다. (1, 2, 3, 4, 6, 8, 12, 24, 29, 58, 87, 116, 174, 232, 348, 696)
  - 696의 진약수의 합은 1104이므로, 696은 과잉수다.
- 회문숫자다.
- {\displaystyle 696=71+73+79+83+89+97+101+103}
  - 연속하는 소수(素數) 8개의 합으로 나타낼 수 있으며, 이 성질을 지닌 앞의 수는 660, 다음 수는 732이다.
- {\displaystyle 59^{2}-1}은 696으로 나누어떨어진다.

## 과학·기술
- NGC 696: 화로자리 방향에 있는 렌즈형은하.
- 696 레오노라(영어판): 소행성.
- 두카티 몬스터 696: 두카티의 모터사이클.

## 교통

### 항공
- 유나이티드 항공 696편 공중 납치 사건(영어판) (1978년)

### 도로
- 주간고속도로 제696호선(영어판): 미국의 주간고속도로 노선으로, 주간고속도로 제96호선의 지선.
- 696번 지방도: 충청남도 천안시 동남구 병천면에서 충청북도 청주시 흥덕구 가경동까지 이어지는 대한민국의 지방도.

## 문화유산
- 대한민국의 보물 제696호: 금강반야바라밀경

## 작품
- 《Kaos Kommand 696(영어판)》: 싱가포르의 블랙 메탈 밴드 임피티(영어판)의 정규 음반. (2002년 11월 4일 출시)

## 기타
- 연도: 696년, 기원전 696년